# Eagle When She Flies
Eagle When She Flies es el trigésimo álbum de estudio de la diva estadounidense Dolly Parton, publicado el 6 de abril de 1991, el trigésimo tercero de su carrera. El mismo contó con la colaboración de Lorrie Morgan y Ricky Van Shelton. 

## Lista de canciones
1. "If You Need Me" (Dolly Parton) - 2:44
2. "Rockin' Years" (Floyd Parton) - 3:25
  - a dúo con Ricky Van Shelton
3. "Country Road" (D. Parton, Gary Scruggs) - 3:27
4. "Silver and Gold" (Carl Perkins, Greg Perkins, Stan Perkins) - 3:54
5. "Eagle When She Flies" (D. Parton) - 3:11
6. "Best Woman Wins" (D. Parton) - 3:08
  - a dúo con Lorrie Morgan
7. "What a Heartache" (D. Parton) - 3:32
8. "Runaway Feelin'" (D. Parton) - 2:56
9. "Dreams Do Come True" (Bill Owens) - 3:26
10. "Family" (Parton, Carl Perkins) - 3:47
11. "Wildest Dreams" (D. Parton, Mac Davis) - 4:30